# Ingmar Jung

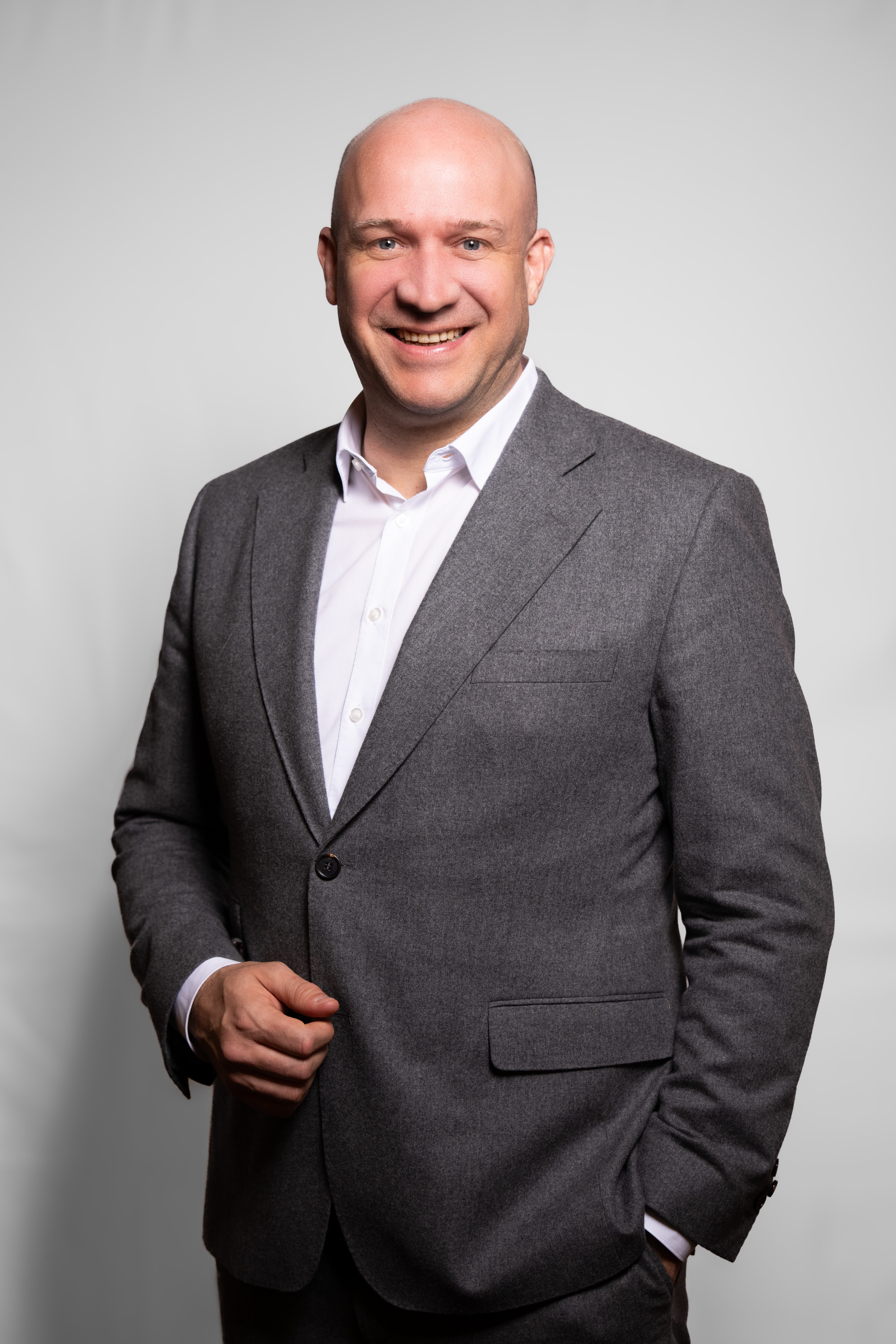
Ingmar Jung, 2024

Ingmar Ludwig Jung (* 4. April 1978 in Wiesbaden-Sonnenberg) ist ein deutscher Politiker (CDU). Seit dem 18. Januar 2024 ist er Hessischer Minister für Landwirtschaft und Umwelt, Weinbau, Forsten, Jagd und Heimat im Kabinett Rhein II. Von 2010 bis 2017 war er Staatssekretär im Hessischen Ministerium für Wissenschaft und Kunst. Von 2017 bis 2024 war er als direkt gewählter Abgeordneter für den Bundestagswahlkreis Wiesbaden Mitglied des Deutschen Bundestages.

## Leben und Ausbildung
Jung wuchs in Eltville-Erbach als Sohn eines Winzers auf. Er machte im Jahr 1998 Abitur. 1998/99 leistete Jung seinen Grundwehrdienst in Lahnstein und Mainz ab. Anschließend begann er ein Studium der Rechtswissenschaften an der Johann Wolfgang Goethe-Universität in Frankfurt am Main und der Johannes Gutenberg-Universität Mainz, das er 2005 mit dem ersten Staatsexamen abschloss. Nach dem Rechtsreferendariat bestand er 2007 das zweite juristische Staatsexamen. Von 2007 bis zu seiner Ernennung zum Staatssekretär zum 1. September 2010 war er als selbständiger Rechtsanwalt in Eltville am Rhein tätig.
Jung ist verheiratet und hat einen Sohn. Er ist der Neffe des ehemaligen Bundesministers Franz Josef Jung.
Jung war bis 2016 1. Vorsitzender des Sportvereins Erbach/Rheingau 1913 mit den Abteilungen Fußball und Tischtennis.

## Politik

### Partei
Ingmar Jung ist seit 2000 Mitglied der CDU. Von 2007 bis 2016 war er stellvertretender Kreisvorsitzender der CDU Rheingau-Taunus, bevor er in den Kreisverband der CDU Wiesbaden wechselte. Von 2009 bis 2013 war Jung Landesvorsitzender der Jungen Union Hessen. Seit 2009 gehört er dem Landesvorstand der CDU Hessen an. Im Jahr 2020 wurde Jung zum Vorsitzenden des Kreisverbandes der CDU Wiesbaden gewählt.

### Kommunalpolitik
Jung war von 2001 bis 2016 Stadtverordneter in Eltville, seit 2011 auch Vorsitzender der CDU-Fraktion.

### Abgeordneter
Bei der Bundestagswahl 2017 kandidierte er erfolgreich für die Wiesbadener CDU als Direktkandidat im Wahlkreis 179.
Im 19. Deutschen Bundestag war Jung ordentliches Mitglied im Ausschuss für Recht und Verbraucherschutz sowie im Unterausschuss Europarecht. Hier wirkte er als Berichterstatter der CDU/CSU-Fraktion für den gewerblichen Rechtsschutz und das materielle Strafrecht. Zu seinen Schwerpunkten zählten die Vereinfachung und Modernisierung des Patentrechts, der Persönlichkeitsschutz bei Bildaufnahmen (Upskirting) und der Kampf gegen Hasskriminalität im Internet. Darüber hinaus gehörte Jung in der 19. Wahlperiode als stellvertretendes Mitglied dem Sportausschuss, dem Ausschuss für Ernährung und Landwirtschaft, sowie dem Ausschuss für Wahlprüfung, Immunität und Geschäftsordnung an.
Bei der Bundestagswahl 2021 konnte er das Direktmandat im Wahlkreis Wiesbaden erfolgreich verteidigen. Im 20. Deutschen Bundestag war Jung ordentliches Mitglied im Rechtsausschuss sowie stellvertretendes Mitglied im Sportausschuss und im Ausschuss für Bildung, Forschung und Technikfolgenabschätzung. Im Zuge seiner Ernennung zum Landesminister legte er sein Bundestagsmandat am 25. Januar 2024 nieder. Für ihn rückte Astrid Mannes in den Bundestag nach.

### Öffentliche Ämter
Seit dem Antritt der Regierung Bouffier I am 31. August 2010 bis zu seiner Wahl in den Deutschen Bundestag war Jung Staatssekretär im – zunächst von Eva Kühne-Hörmann, danach von Boris Rhein geführten – Hessischen Ministerium für Wissenschaft und Kunst.
Am 18. Januar 2024 wurde Jung zum Hessischen Minister für Landwirtschaft und Umwelt, Weinbau, Forsten, Jagd und Heimat im Kabinett Rhein II ernannt. Er ist seit November 2024 der neue Aufsichtsratsvorsitzende der Hessischen Staatsweingüter Kloster Eberbach.